# 青い鳥文庫
青い鳥文庫（あおいとりぶんこ）は、講談社から刊行されている日本の児童向け小説叢書。1980年創刊。
文庫の名を冠しているが、サイズはポプラ社のカラフル文庫などと同じ新書判である。刊行されている作品の大半は小学生向けであり、ジャンルも多岐にわたる。2017年より青い鳥文庫小説賞を実施。

## 主なシリーズ
括弧内は（作者、画家）を表す。fシリーズの作品もここに記す。

### あ行
- アイシテル物語シリーズ（かしわ哲、松井しのぶ）
- アイドルはラクじゃないシリーズ（西川つかさ、樹野こずえ）
- 青い天使シリーズ（倉橋燿子、牧野鈴子）
- あやかしの鏡シリーズ（香谷美季、友風子）
- いちごシリーズ（倉橋燿子、さべあのま）
- うわさのミニ巫女シリーズ（柴野理奈子、中島みなみ）
- エトワール!シリーズ（梅田みか、結布）
- お嬢様探偵ありすシリーズ（藤野恵美、HACCAN）

### か行
- カードゲームクロニクルシリーズ（石崎洋司、はやしひろ）
- 怪盗クイーンシリーズ（はやみねかおる、K2商会）
- 風浜電子探偵団（パソコン通信探偵団)シリーズ(松原秀行、梶山直美)
- 川中WOW部シリーズ（阿部夏丸、山崎浩）
- きみと100年分の恋をしようシリーズ（折原みと、フカヒレ）
- キャプテンシリーズ（後藤竜二、杉浦範茂）
- 銀河へ飛び出せBOX!シリーズ（後藤みわこ、ワラビーノ・クーゲ）
- 金田一くんの冒険シリーズ（天樹征丸、さとうふみや）
- 黒魔女さんが通る!!シリーズ（石崎洋司、藤田香[注 1]、亜沙美[注 2]）
- 氷の上のプリンセスシリーズ(風野潮、Nardack)
- こちら栗原探偵事務所シリーズ（那須正幹、武田美穂）
- こちら妖怪新聞社!シリーズ（藤木稟、清野静流）
- コップのなかの夕空シリーズ（名木田恵子、伊奈明子）
- コロボックル物語シリーズ（佐藤さとる、村上勉）

### さ行
- サエと博士の探偵日記シリーズ（石崎洋司、藤田香）
- 作家になりたい!シリーズ（小林深雪、牧村久実）
- JC紫式部シリーズ（石崎洋司、阿倍野ちゃこ）
- 時空忍者おとめ組!シリーズ（越水利江子、土屋ちさ美）
- 七時間目シリーズ（藤野恵美、琉暮しお（第1巻のみ）HACCAN（第2巻から））
- 少年名探偵WHOシリーズ（はやみねかおる、武本糸会）
- 人狼サバイバルシリーズ(甘雪こおり、himesuz)
- 好きって言って！シリーズ（宮下恵麻、はねこと）
- すみっこ★読書クラブシリーズ（にかいどう青、のぶたろ）
- 生活向上委員会!シリーズ（伊藤クミコ、桜倉メグ）

### た行
- タイムスリップ探偵団シリーズ（楠木誠一郎、村田四郎（第1巻～第8巻）、 岩崎美奈子（第9巻～第29巻）、たはらひとえ（第30巻～））
- 大中小探偵クラブシリーズ（はやみねかおる、長谷垣なるみ）
- 探偵チームKZ事件ノートシリーズ（藤本ひとみ、住滝良、駒形）
- 月が眠る家シリーズ（倉橋燿子、目黒直子）
- テレパシー少女「蘭」事件ノートシリーズ（あさのあつこ、塚越文雄）
- 天使のはしごシリーズ（名木田恵子、武田綾子）
- トキメキ♥図書館シリーズ（服部千春、ほおのきソラ）
- トモダチデスデームシリーズ（もえぎ桃、久我山ぼん）
- 龍神王子!シリーズ(宮下恵茉、kaya8)

### な行
- 泣いちゃいそうだよシリーズ（小林深雪、牧村久実）
- 七香＊あろまちっく!シリーズ（藤咲あゆな、椿しょう）
- なにわのへこまし隊依頼ファイルシリーズ（東多江子、いのうえたかこ）

### は行
- バースデイクラブシリーズ（名木田恵子、亜月裕）
- パセリ伝説シリーズ（倉橋燿子、久織ちまき）
- パソコン通信探偵団事件ノート（風浜電子探偵団）（パスワード）シリーズ（松原秀行、梶山直美）
- パティシエ☆すばるシリーズ（つくもようこ、鳥羽雨）
- ひなたとひかりシリーズ（高杉六花、万冬しま）
- ふしぎ古書店シリーズ（にかいどう青、のぶたろ）
- プチ記者順の事件メモシリーズ（森居美百合、虎次郎）
- ふつうの学校シリーズ（蘇部健一、羽住都）
- ヘイナとトッスの物語シリーズ（シニッカ・ノポラ&ティーナ・ノポラ、佐古百美）
- ペット探偵団の事件簿シリーズ（西川つかさ、まつなが陽一）
- ホーリースクールシリーズ（倉橋燿子、赤羽みちえ）
- 星カフェシリーズ（倉橋耀子、たま）
- 星のかけらシリーズ（名木田恵子、三村久美子）
- ポレポレ日記シリーズ（倉橋耀子、堀泉インコ）

### ま行
- 摩訶不思議ネコ・ムスビシリーズ（池田美代子、尾谷おさむ）
- マジカルストーンを探せ!シリーズ（関田涙、間宮彩智）
- 魔女館シリーズ（つくもようこ、CLAMP）
- 魔法使いのチョモチョモ（寺村輝夫、和歌山静子）
- 名探偵夢水清志郎事件ノートシリーズ（はやみねかおる、村田四郎）
- 名探偵夢水清志郎事件簿シリーズ　（はやみねかおる、佐藤友生）
- モモちゃんとアカネちゃんの本シリーズ（松谷みよ子、菊池貞雄（第4巻まで）伊勢英子（第5巻から））

### や行
- 妖界ナビ・ルナシリーズ(池田美代子、戸部淑)
- 四年一組ミラクル教室シリーズ（服部千春、高里むつる）
- 夜カフェシリーズ（倉橋燿子、たま）

### ら行
- ラッキーチャームシリーズ（倉橋燿子、佐竹美保）
- ラ・メール星物語シリーズ（倉橋耀子、久織ちまき）
- ララの魔法のベーカリーシリーズ（小林深雪、牧村久実）

### わ行
- 若おかみは小学生!シリーズ（令丈ヒロ子、亜沙美）

## 短編集
人気作家陣による書き下ろし短編集。創刊周年記念など、節目に発売されることが多い。なお、普通の青い鳥文庫よりも大きく（四六判）、緑色の枠のカバーをしている。

### いつも心に好奇心（ミステリー）! －名探偵夢水清志郎 vs パソコン通信探偵団－
同文庫創刊20周年記念企画。話の中に、ジョーカー、クイーン、飛行船、人工知能、の4つの言葉（キーワード）を作品中に入れることがルールとされた。
収録作品
- はやみねかおる 「怪盗クイーンからの予告状」（これは後の「怪盗クイーンシリーズ」となる）
- 松原秀行 「パスワード電子猫事件」

### おもしろい話が読みたい! 青龍編・白虎編
同文庫創刊25周年記念企画。東日本に住んでいる作家5人で構成された青龍編、西日本に住んでいる作家5人で構成された白虎編の2冊が刊行されている。基本的に青い鳥文庫で人気が高いシリーズの著者。
収録作品
- 青龍編
  - 楠木誠一郎 「卒業生は名探偵! －パパとママとタイムスリップ探偵団－」
  - 倉橋燿子 「いちごの決断」
  - 石崎洋司 「黒魔女さんが通る!!」（これは後の「黒魔女さんが通る!!」シリーズの最初の物語である）
  - 名木田恵子 「真夜中の魚たち」
  - 松原秀行 「パスワード「ジュラ戦記」パソコン通信探偵団事件ノート奇想天外SF編」
- 白虎編
  - 令丈ヒロ子 「若おかみは小学生! 番外編 鈴鬼くんの素敵なイトコ?」
  - あさのあつこ 「蘭と桜と春爛漫」
  - 阿部夏丸 「ゆるやかな川の上より」
  - 那須正幹 「こちら栗原探偵事務所 幽霊屋敷のなぞ」
  - はやみねかおる 「出逢い+1」

### あなたに贈る物語（ストーリー）
同文庫で人気の作家の、「贈る」をテーマにした短編集。
収録作品
- 石崎洋司・令丈ヒロ子 「黒魔女さん、若おかみに会いにいく －おっことチョコの冬休み－」（コラボレーション企画）
- 楠木誠一郎  「樋口一葉は名探偵 －タイムスリップ探偵団、タイムスリップしない!? の巻－」
- はやみねかおる  「少年名探偵WHO －魔神降臨事件－」
- シニッカ・ノポラ&ティーナ・ノポラ（訳：末延弘子） 「ヘイナとトッスのクリスマス －フィンランドからのおたより－」
- あさのあつこ  「坂道をのぼったら」
- 松原秀行 「パスワードのおくりものスペシャル『風魔術団』」

### 初恋アニヴァーサリー
「初恋」がテーマの短編集。6作品とも女性作家が執筆した。なおこの本のカバーの枠は、桃色をしている。
収録作品
- 名木田恵子 「忘れ草、つまない」
- 倉橋燿子 「カノンの響き」
- 加納朋子 「向こう岸の少女」
- 小林深雪 「『泣いちゃいそうだよ』番外編 魔法の一瞬で好きになる」
- 八束澄子 「周くんとわたし」
- 令丈ヒロ子 「『若おかみは小学生!』番外編 若だんなは小学生!?」

### おもしろい話が読みたい! ワンダー編・ラブリー編・マジカル編
同文庫創刊30周年記念企画。「ワンダー」、「ラブリー」、「マジカル」をテーマに書き下ろされた短編を収録しており、それぞれ5人の作家が執筆を担当している。なおこの本のカバーの枠は、通常の青い鳥文庫と同様の色である。
収録作品
- ワンダー編
  - 松原秀行 「パソコン通信探偵団事件ノート －奇想天外SF編3 パスワード 謎が島アドベンチャー」
  - 香谷美季 「あやかしの鏡 外伝 迷子 －ロスト・チャイルド」
  - 小沢章友 「三国志英雄列伝 曹操の巻 －最強将軍の誕生－」
  - 藤野恵美 「お嬢様探偵ありすの冒険 －うさぎの穴に落ちて－」
  - はやみねかおる 「怪盗クイーン 外伝 初楼－前史－」
- ラブリー編
  - あさのあつこ 「12歳 －夏の終わるまでに－」
  - 越水利江子 「ずっときみを愛してる」
  - 小林深雪 「きみの名前を呼びたい 「泣いちゃいそうだよ」番外編/小川蘭 中学三年生 最後の春休み」
  - 服部千春 「恋はショパンの調べにのって? 「四年一組ミラクル教室」外伝・原田美奈子の場合」
  - 令丈ヒロ子 「若おかみは小学生・男子!?」
- マジカル編
  - 石崎洋司 「「黒魔女さんが通る!!」外伝 黒魔女の騎士（ブラックウィッチナイト）ギューバッド」（これは後の「黒魔女の騎士ギューバッド」シリーズの最初の物語である）
  - 倉橋燿子 「魔女の診療所 －ヒアリ参上!－」
  - 池田美代子 「「ナビ・ルナ」&「ムスビ」番外編 悪夢へのプロローグ＋あの日、瑞穂は。」
  - 楠木誠一郎 「秘密結社パンドラの謎 「鍵の在処」序章」
  - つくもようこ 「消えた皇女のゴブレット －「魔女館」番外編 あかりの魔法前夜－」

## 発行部数ランキング
本項の出典

### 単巻部数（2020年3月現在）
| #    | 作品                                                  | 著者             | 刷数  | 部数       |
| ---- | ----------------------------------------------------- | ---------------- | ----- | ---------- |
| 1位  | 五体不満足                                            | 乙武洋匡         | 44刷  | 50万5000部 |
| 2位  | 窓ぎわのトットちゃん                                  | 黒柳徹子         | 82刷  | 48万1000部 |
| 3位  | クレヨン王国の十二か月                                | 福永令三         | 103刷 | 46万6000部 |
| 4位  | だれも知らない小さな国 -コロボックル物語(1)           | 佐藤さとる       | 74刷  | 37万8000部 |
| 5位  | ちいさいモモちゃん -モモちゃんとアカネちゃんの本(1)   | 松谷みよ子       | 87刷  | 37万7000部 |
| 6位  | 宇宙人のしゅくだい                                    | 小松左京         | 92刷  | 37万5000部 |
| 7位  | 黒魔女さんが通る!! -チョコ、デビューするの巻          | 石崎洋司         | 38刷  | 36万3000部 |
| 8位  | 若おかみは小学生! -花の湯温泉ストーリー(1)            | 令丈ヒロ子       | 52刷  | 35万9000部 |
| 9位  | 十五少年漂流記                                        | ジュール＝ベルヌ | 79刷  | 35万7000部 |
| 10位 | そして五人がいなくなる -名探偵夢水清志郎事件ノート(1) | はやみねかおる   | 63刷  | 33万9000部 |

### シリーズ累計部数
| #   | シリーズ           | 部数    |
| --- | ------------------ | ------- |
| 1位 | 黒魔女さんが通る!! | 450万部 |
| 2位 | クレヨン王国       | 449万部 |
| 3位 | パスワード         | 396万部 |
| 4位 | 名探偵夢水清志郎   | 338万部 |
| 5位 | 若おかみは小学生!  | 304万部 |

## 青い鳥おもしろランド
青い鳥文庫そのものではないが、青い鳥文庫編集部制作の書籍シリーズ。現在以下の作品が発売されている。
- はやみねかおる・青い鳥文庫編集部 「夢水清志郎に挑戦! 名探偵ものしりクイズ」
- はやみねかおる・青い鳥文庫編集部 「夢水清志郎に挑戦! 超（ハイパー） 名探偵ものしりクイズ」
- はやみねかおる・青い鳥文庫編集部 「夢水清志郎に挑戦! 極（ウルトラ） 名探偵ものしりクイズ」
- はやみねかおる・K2商会 「怪盗クイーン公式ファンブック 一週間でわかる怪盗の美学」
- はやみねかおる・「はやみねかおる公式ファンブック赤い夢の館へ、ようこそ。」
- 石崎洋司・藤田香・青い鳥文庫編集部「『黒魔女さんが通る‼︎』キャラブック」
- 池田美代子・戸部淑×尾谷おさむ「新妖界ナビ・ルナ×摩訶不思議ネコ・ムスビ最強ファンブック〜物語は終わらない〜」

## kシリーズ
1996年7月から12月にかけて出版された、カバーの枠が萌黄色のシリーズ。ポーの影を殺した男やクリスティのふしぎな足音、ウェルズの血を吸う植物などから曹丕やアジアの民話などが収められた、東西のホラー小説のアンソロジーを8冊刊行した。

## fシリーズ
2003年より出版された、カバーの枠が橙色のシリーズ。fはSF（science fiction）、未来（future）、ファンタジー（fantasy）、不思議（fushigi）のfを表し、表紙・裏表紙に書かれている鳥はfの形をした枝をくわえている。眉村卓の『ねらわれた学園』や、小松左京の『青い宇宙の冒険』、名木田恵子の『百の月 - ムーンライト・エクスプレス』など、懐かしの作品がここから多く復刊されている。ハチャハチャSFの横田順彌の『勉強してはいけません!』『早く寝てはいけません!』や後藤みわこの新作も刊行されている。

## 講談社のその他の児童書ブランド
青い鳥文庫とは別に、講談社から1990年より発行されている児童文学レーベルに『講談社KK文庫』がある。大きさは青い鳥文庫同様に新書版で発行されている。『クレヨン王国』シリーズのように青い鳥文庫でも発行されている作品も刊行されているが、初期の頃は占いやなぞなぞ、海外文学、恐竜や鉄道などの雑学を中心としていた。その後『学校の怪談』シリーズが人気を博すと、ホラー作品を多く扱うようになる。2015年頃からは講談社発行の漫画雑誌連載作品（『小学生のヒミツ』『カードキャプターさくら』（『なかよし』）、『鬼灯の冷徹』（『モーニング』）、『ピーチガール』『溺れるナイフ』（『別冊フレンド』）等）をはじめ、ディズニー作品（『アナと雪の女王』『ディズニープリンセス』『スター・ウォーズ』等）や『プリキュアシリーズ』などの映像作品のノベライズも発行している。